# Geisterbrigaden
Geisterbrigaden (Originaltitel: The Ghost Brigades) ist ein Military-Science-Fiction-Roman von John Scalzi aus dem Jahre 2007, der das Wirken und Ende eines Deserteurs der Kolonialen Verteidigungsarmee behandelt. Der Titel ist aus der Handlung entnommen, in der als „Geisterbrigaden“ Spezialeinheiten bezeichnet werden, die aus der DNA bereits Verstorbener gezüchtet werden.
Geisterbrigaden ist nach Krieg der Klone der zweite Roman einer 7-teiligen Reihe und setzt dessen Handlung fort. Es folgen die Romane Die letzte Kolonie, Zwischen den Sternen, Die letzte Einheit sowie Galaktische Mission; ein siebter Band mit dem Titel The Shattering Peace folgt im September 2025.

## Handlung
Die Koloniale Verteidigungsarmee (KVA) erfährt durch Folter eines gefangengenommenen Rraey-Forschers, dass Charles Boutin, ein Top-Wissenschaftlers im Bereich des Bewusstseinstransfers, zu einem Verräter wurde. Dabei hat er eine gegen die Menschen gerichtete Allianz gebildet. Diese besteht aus den Volksgruppen der unkreativen Obin, der menschenfressenden Rraey und der insektoiden Eneshan. Daraufhin werden Untersuchungen zur Schadensabschätzung durchgeführt, in deren Verlauf Boutin geklont und sein gespeichertes Bewusstsein in den als Soldat der Kolonialen Verteidigungsarmee geklonten Körper transferiert wird. Das Bewusstsein kann in dem geklonten Gehirn aber nicht Fuß fassen. Es entwickelt eine neue Persönlichkeit, die als Jared Dirac bezeichnet wird. Diese muss erst eigene Erfahrungen sammeln, um auf die Erinnerungen von Boutin zugreifen zu können.
Sobald er das kann, erfährt er, dass Boutin eine Tochter namens Zoe hat. Diese soll bei einem Angriff auf eine Raumstation ums Leben gekommen sein. Es stellt sich später heraus, dass nicht – wie zuerst vermutet – die Obin die Raumstation angegriffen haben, sondern die Rraey. Die Obin, denen vermutlich durch die Consu Intelligenz, jedoch ohne Selbsterkenntnis verliehen wurde, konnten Zoe jedoch retten und wollen nun durch Boutin ein Bewusstsein erlangen, das ihnen bisher fehlt. Boutin verlangt von den Obin, dass sie Krieg gegen die KVA / die Koloniale Union führt, sodass die Menschen sich einer Konklave aller Spezies im näheren Universum, abgesehen von den hochentwickelten Consu, anschließen können.
Nachdem Jared aus seinen Erinnerungen den Aufenthaltsort von Boutin erfahren hat, wird eine von Jane Sagan (die im ersten Teil Krieg der Klone eine Hauptfigur ist) angeleitete Gruppe der Spezialeinheit damit beauftragt, Boutin zu entführen oder zu töten. Da Boutin eine Backdoor in den BrainPal eingebaut hat, mit der er die Soldaten ausschalten kann, scheitert die Mission fast. Durch die Aufopferung von Dirac, der sein SmartBlood umprogrammiert, um sich selbst zu entzünden, werden sowohl Boutin als auch Dirac getötet und Sagan kann mit Zoe entkommen. Damit sie ihr erworbenes Geheimwissen nicht verbreitet, wird Sagan vorzeitig aus dem Dienst entlassen, um John Perry zu heiraten, und Zoe in ihre Obhut gegeben.

## Ausgaben
- Geisterbrigaden, Dezember 2007, Heyne Verlag, ISBN 978-3-453-52268-8 (The Ghost Brigades, Tor Books 2007, ISBN 978-0-7653-5406-8), (auch erschienen als Audiobuch und als E-Book)
- Krieg der Klone – Die Trilogie, (enthält Krieg der Klone, Geisterbrigaden und Die letzte Kolonie), August 2016, Heyne Verlag, ISBN 978-3-453-31776-5